# Dipartimento di San Javier (Santa Fe)
San Javier è un dipartimento argentino, situato nella parte centro-orientale della provincia di Santa Fe, con capoluogo San Javier.
Esso confina a nord con il dipartimento di General Obligado, a est con le province di Corrientes ed Entre Ríos; a sud con il dipartimento di Garay e a ovest con quelli di San Justo e Vera.
Secondo il censimento del 2001, su un territorio di 6.929 km², la popolazione ammontava a 29.912 abitanti, con un aumento demografico del 13,44% rispetto al censimento del 1991.
Il dipartimento, nel 2001, era suddiviso in 6 distretti (distritos), con questi municipi (municipios) o comuni (comunas):
- Alejandra
- Cacique Ariacaiquín
- Colonia Durán
- La Brava
- Romang
- San Javier